# Alcindo Sartori
Alcindo Sartori, född 21 oktober 1967, är en brasiliansk tidigare fotbollsspelare.
I oktober 1987 blev han uttagen i Brasiliens trupp till U20-världsmästerskapet 1987.